# Curwensville (Pennsylvanie)
Curwensville est un borough situé au centre du comté de Clearfield, en Pennsylvanie, aux États-Unis,. En 2010, il comptait une population de 2 542 habitants. Il est incorporé le 3 février 1832.

## Démographie
Lors du recensement de 2010, le borough comptait une population de 2 542 habitants. Elle est estimée, en 2019, à 2 431 habitants.

### Source de la traduction
- (en) Cet article est partiellement ou en totalité issu de l’article de Wikipédia en anglais intitulé « Curwensville, Pennsylvania » (voir la liste des auteurs).